# Foot Ball Club Spezia 1906 1966-1967
Questa voce raccoglie le informazioni riguardanti il Foot Ball Club Spezia 1906 nelle competizioni ufficiali della stagione 1966-1967.

## Stagione
Nella Stagione 1966-1967 lo Spezia disputa il girone B del campionato di Serie C, un torneo che prevede una promozione e due retrocessioni, con 40 punti gli aquilotti si piazzano in terza posizione, il torneo è stato vinto dal Perugia con 46 punti che ottiene la promozione in Serie B, retrocedono in Serie D lo Jesi e la Vis Pesaro.
Dopo quattro dure stagioni in Serie D lo Spezia ritorna in Serie C, il presidente Guerriero Menicagli continua la collaborazione con il Direttore Tecnico Luigi Scarabello e chiama al suo fianco l'allenatore Evaristo Malavasi che conosce bene l'ambiente e gode della stima dei tifosi. Viene confermato in attacco dopo le 22 reti dello scorso torneo Luigino Vallongo che anche in questa stagione, in una categoria superiore, risulta il migliore dei realizzatori spezzini con 9 reti, ben spalleggiato dal centravanti Alberto Duvina arrivato dalla Pro Patria, che realizza 7 centri. Lo Stadio Picco ritorna ad essere, come ai vecchi tempi, un baluardo insormontabile per gli avversari. La difesa spezzina risulta la migliore del torneo con sole 21 reti subite, in trasferta arrivano cinque successi. Nel girone di ritorno c'è spazio anche per sognare la promozione, ma poi arrivano le sconfitte fuori casa con la Torres Sassari, con l'Empoli e con il Cesena, che assestano gli "aquilotti" al terzo posto, un piazzamento niente male per una neopromossa.

## Rosa
| N. |                   | Ruolo | Calciatore            |
| -- | ----------------- | ----- | --------------------- |
|    | Italia (bandiera) | D     | Giuseppe Bonvicini    |
|    | Italia (bandiera) | C     | Francesco Brancaleoni |
|    | Italia (bandiera) | D     | Novilio Bruschini     |
|    | Italia (bandiera) | C     | Giuseppe Campi        |
|    | Italia (bandiera) | C     | Mario Castellazzi     |
|    | Italia (bandiera) | A     | Giampiero Convalle    |
|    | Italia (bandiera) | A     | Alberto Duvina        |
|    | Italia (bandiera) | C     | Aldo Fontana          |
|    | Italia (bandiera) | P     | Fausto Fusani         |

| N. |                   | Ruolo | Calciatore          |
| -- | ----------------- | ----- | ------------------- |
|    | Italia (bandiera) | C     | Mauro Guarducci     |
|    | Italia (bandiera) | C     | Vittorio Memo       |
|    | Italia (bandiera) | D     | Firmino Pederiva    |
|    | Italia (bandiera) | A     | Giovanni Pologna    |
|    | Italia (bandiera) | C     | Gianpaolo Rebecchi  |
|    | Italia (bandiera) | A     | Enrico Sabatini     |
|    | Italia (bandiera) | C     | Nedo Sonetti        |
|    | Italia (bandiera) | A     | Luigino Vallongo    |
|    | Italia (bandiera) | P     | Giuseppe Viglialoro |

## Risultati

### Girone di andata
| Arbitro: | Lavetti (Bergamo) |

|  |           |              |
|  | Marcatori | 26’ Convalle |

| Arbitro: | Pfiffner (Milano) |

|                                               |           |                          |
| Villa 17’ (aut.) Brancaleoni 37’ Vallongo 87’ | Marcatori | 81’ Benini 89’ Gagliardi |

| Arbitro: | Grava (Ivrea) |

|                       |           |                      |
| Rolla 44’ Barbana 69’ | Marcatori | 3’ (aut.) Martinelli |

| La Spezia 16 ottobre 1966 4ª giornata | Spezia           | 0 – 0 | Sambenedettese | Stadio Alberto Picco\| Arbitro: \| Beccaria (Lecco) \| |
| Arbitro:                              | Beccaria (Lecco) |       |                |                                                        |

| Arbitro: | Menegali (Roma) |

|                        |           |  |
| Roffi 23’ Graziani 69’ | Marcatori |  |

| Arbitro: | Rodomonte (Teramo) |

|                         |           |  |
| Vallongo 52’ Duvina 73’ | Marcatori |  |

| Arbitro: | Messinese (Taranto) |

|  |           |            |
|  | Marcatori | 2’ Pologna |

| La Spezia 13 novembre 1966 8ª giornata | Spezia             | 0 – 0 | Empoli | Stadio Alberto Picco\| Arbitro: \| Monforte (Palermo) \| |
| Arbitro:                               | Monforte (Palermo) |       |        |                                                          |

| La Spezia 20 novembre 1966 9ª giornata | Spezia                   | 0 – 0 | Torres | Stadio Alberto Picco\| Arbitro: \| Falzea (Reggio Calabria) \| |
| Arbitro:                               | Falzea (Reggio Calabria) |       |        |                                                                |

| Siena 27 novembre 1966 10ª giornata | Siena             | 0 – 0 | Spezia | Stadio del Rastrello\| Arbitro: \| Palumbo (Cosenza) \| |
| Arbitro:                            | Palumbo (Cosenza) |       |        |                                                         |

| Arbitro: | Canova (Milano) |

|               |           |  |
| Memo 37’, 66’ | Marcatori |  |

| Arbitro: | De Marco (Torre del Greco) |

|                           |           |                 |
| Gobetto 46’ Montenovo 67’ | Marcatori | 79’ Brancaleoni |

| Arbitro: | Fioretti (Roma) |

|              |           |           |
| Vallongo 39’ | Marcatori | 31’ Berti |

| Arbitro: | Trono (Torino) |

|                        |           |  |
| Vallongo 27’ Campi 79’ | Marcatori |  |

| Arbitro: | Bencetti (Treviglio) |

|  |           |            |
|  | Marcatori | 30’ Duvina |

| Arbitro: | Bravi (Roma) |

|  |           |            |
|  | Marcatori | 70’ Duvina |

| Arbitro: | Serafino (Roma) |

|              |           |  |
| Convalle 60’ | Marcatori |  |

### Girone di ritorno
| Arbitro: | Trilli (Matera) |

|                         |           |               |
| Vallongo 12’ Duvina 40’ | Marcatori | 52’ Mantovani |

| Ravenna 5 febbraio 1967 19ª giornata | Ravenna           | 0 – 0 | Spezia | Stadio Comunale\| Arbitro: \| Boscolo (Venezia) \| |
| Arbitro:                             | Boscolo (Venezia) |       |        |                                                    |

| Arbitro: | Treggiari (Roma) |

|              |           |           |
| Vallongo 83’ | Marcatori | 90’ Rolla |

| Arbitro: | Cattivello (Udine) |

|            |           |  |
| Scarpa 84’ | Marcatori |  |

| Arbitro: | Fuschi (Pescara) |

|                        |           |                    |
| Duvina 1’ Vallongo 12’ | Marcatori | 87’ (aut.) Sonetti |

| Arbitro: | Aloisi (Teramo) |

|           |           |              |
| Conti 34’ | Marcatori | 32’ Vallongo |

| Arbitro: | Mascali (Desenzano del Garda) |

|            |           |  |
| Duvina 81’ | Marcatori |  |

| Arbitro: | Trilli (Matera) |

|            |           |  |
| Ronchi 70’ | Marcatori |  |

| Arbitro: | Trono (Torino) |

|                |           |  |
| Balsimelli 13’ | Marcatori |  |

| Arbitro: | D'Auria (Salerno) |

|                  |           |             |
| Bulli 86’ (aut.) | Marcatori | 67’ Castano |

| Ancona 9 aprile 1967 28ª giornata | Anconitana        | 0 – 0 | Spezia | Stadio Dorico\| Arbitro: \| Boscolo (Venezia) \| |
| Arbitro:                          | Boscolo (Venezia) |       |        |                                                  |

| La Spezia 16 aprile 1967 29ª giornata | Spezia       | 0 – 0 | Perugia | Stadio Alberto Picco\| Arbitro: \| Bravi (Roma) \| |
| Arbitro:                              | Bravi (Roma) |       |         |                                                    |

| Arbitro: | Barbaresco (Cormons) |

|                      |           |                            |
| Turchetto 88’ (rig.) | Marcatori | 50’ Guarducci 67’ Vallongo |

| Arbitro: | Pilotto (Roma) |

|                              |           |  |
| Corbellini 55’ Montanari 89’ | Marcatori |  |

| La Spezia 14 maggio 1967 32ª giornata | Spezia           | 0 – 0 | Vis Pesaro | Stadio Alberto Picco\| Arbitro: \| Beccaria (Lecco) \| |
| Arbitro:                              | Beccaria (Lecco) |       |            |                                                        |

| La Spezia 21 maggio 1967 33ª giornata | Spezia              | 0 – 0 | Ternana | Stadio Alberto Picco\| Arbitro: \| Messinese (Taranto) \| |
| Arbitro:                              | Messinese (Taranto) |       |         |                                                           |

| Arbitro: | Mascali (Desenzano del Garda) |

|          |           |            |
| Aldi 53’ | Marcatori | 26’ Duvina |